# Гальванический элемент
Гальвани́ческий элеме́нт (электрохими́ческая цепь) — химический источник электрического тока, основанный на взаимодействии двух металлов и/или их оксидов в электролите, приводящем к возникновению в замкнутой цепи электрического тока. Назван в честь Луиджи Гальвани. Переход химической энергии в электрическую энергию происходит в гальванических элементах.
Таким образом, гальванический элемент — это устройство, в котором энергия окислительно-восстановительной химической реакции превращается в электрическую.

## История изучения гальванических процессов
Явление возникновения электрического тока при контакте разных металлов было открыто итальянским физиологом, профессором медицины Болонского университета (г. Болонья, Италия) — Луиджи Гальвани в 1786 году: Гальвани описал процесс сокращения мышц задних лапок свежепрепарированной лягушки, закреплённых на медных крючках, при прикосновении стального скальпеля. Наблюдения были истолкованы первооткрывателем как проявление «животного электричества».
Итальянский физик и химик Алессандро Вольта, заинтересовавшись опытами Гальвани, увидел совершенно новое явление — создание потока электрических зарядов. Проверяя точку зрения Гальвани, А. Вольта проделал серию опытов и пришёл к выводу, что причиной сокращения мышц служит не «животное электричество», а наличие цепи из разных проводников в жидкости. В подтверждение — А. Вольта заменил лапку лягушки изобретённым им электрометром и повторил все действия.
В 1800 году А. Вольта впервые публично заявляет о своих открытиях на заседании Лондонского королевского общества. В его эксперименте проводник второго класса (жидкий) находится в середине и соприкасается с двумя проводниками первого класса из двух различных металлов. Вследствие этого возникает электрический ток того или иного направления. Так был изобретён вольтов столб, который стал основой для появления электротехники. 
В 1802 году русский физик Василий Владимирович Петров сконструировал самую большую в мире гальваническую батарею, состоявшую из 4200 медных и цинковых кружков диаметром около 35 миллиметров и толщиной около 2,5 миллиметра, между которыми были размещены бумажные, пропитанные раствором нашатыря. Именно Петровым впервые была применена изоляция (с помощью сургуча). Вся конструкция была помещена в ящик из твердой древесины красного дерева, покрытый изолирующим слоем из различных смол. По современным оценкам, батарея Петрова давала напряжение около 1500В. Русский учёный исследовал свойства этой батареи как источника тока и показал, что действие её основано на химических процессах между металлами и электролитом. М. А. Шателен отмечал, что опыты Петрова можно считать исследованиями, положившими начало современной электрометаллургии в дуговых печах. Построенную батарею Петров использовал для создания электрической дуги и опытов с ней. Результаты его работы были подробно изложены в труде «Известия о гальвани-вольтовских опытах», увидевшем свет в 1803 году.

## Виды электродов
В состав гальванического элемента входят электроды. Электроды бывают:

### Обратимые электроды
- Электроды 1-го рода — электроды, состоящие из металла, погружённого в раствор его соли;
- Электроды 2-го рода — электрод, состоящий из металла, покрытого труднорастворимой солью этого же металла, погружённый в раствор  соли, который содержит общий анион с нерастворимой солью (хлорсеребряный электрод, каломельный электрод, металл-оксидные электроды);
- Электроды 3-го рода — электроды, состоящие из двух нерастворимых осадков электролитов: в менее растворимом есть катион, который образуется из металла электрода, а в более растворимом — есть общий анион с первым осадком;
- Газовые электроды — электроды, состоящие из неактивного металла в растворе и газа (кислородный электрод, водородный электрод);
- Амальгамные электроды — электроды, состоящие из раствора металла в ртути;
- Окислительно-восстановительные электроды — электроды, состоящие из неактивного металла (ферри-ферро-электрод, хингидронный электрод).

### Ионоселективные мембранные электроды
- Электроды с ионообменной мембраной с фиксированными зарядами — стеклянный электрод;
- Электроды, состоящие из жидких ассоциированных ионитов;
- Электроды с мембраной на основе мембраноактивных комплексонов;
- Электроды с моно- и поликристаллической мембранами.

## Характеристики гальванических элементов
Гальванические элементы характеризуются электродвижущей силой (ЭДС), ёмкостью; энергией, которую он может отдать во внешнюю цепь; сохраняемостью.
- Электродвижущая сила (ЭДС) гальванического элемента зависит от материала электродов и состава электролита. ЭДС описывается термодинамическими функциями протекающих электрохимических процессов в виде уравнения Нернста.
- Электрическая ёмкость элемента — это количество электричества, которое источник тока отдаёт при разряде. Ёмкость зависит от массы реагентов, запасённых в источнике, и степени их превращения; снижается с понижением температуры или увеличением разрядного тока.
- Энергия гальванического элемента численно равна произведению его ёмкости на напряжение. С увеличением количества вещества реагентов в элементе и до определённого предела, с увеличением температуры, энергия возрастает. Энергию уменьшает увеличение разрядного тока.
- Сохраняемость — это срок хранения элемента, в течение которого его характеристики остаются в заданных пределах. Сохраняемость элемента уменьшается с ростом температуры хранения.

## Классификация гальванических элементов
Гальванические первичные элементы — это устройства для прямого преобразования химической энергии, заключенных в них реагентов (окислителя и восстановителя), в электрическую. Реагенты, входящие в состав источника, расходуются в процессе его работы, и действие прекращается после расхода реагентов. Примером гальванического элемента является элемент Даниэля—Якоби.
Широкое распространение получили марганцево-цинковые элементы, не содержащие жидкого раствора электролита (сухие элементы, батарейки). Так, в солевых элементах Лекланше цинковый электрод служит анодом, электрод из смеси диоксида марганца с графитом служит катодом, графит служит токоотводом. Электролитом является паста из раствора хлорида аммония с добавкой муки или крахмала в качестве загустителя.
Щелочные марганцево-цинковые элементы, в которых в качестве электролита используется паста на основе гидроксида калия, обладают целым рядом преимуществ (в частности, существенно большей ёмкостью, лучшей работой при низких температурах и при больших токах нагрузки).
Солевые и щелочные элементы широко применяются для питания радиоаппаратуры и различных электронных устройств.
Вторичные источники тока (аккумуляторы) — это устройства, в которых электрическая энергия внешнего источника тока превращается в химическую энергию и накапливается, а химическая — снова превращается в электрическую.
Одним из наиболее распространённых аккумуляторов является свинцовый (или кислотный). Напряжение одного элемента свинцового аккумулятора — около 2 Вольт. Электролитом является 25—30 % раствор серной кислоты. Электродами кислотного аккумулятора являются свинцовые решётки, заполненные оксидом свинца, который при взаимодействии с электролитом превращается в сульфат свинца (II) — PbSO4.
Также существуют щелочные аккумуляторы: наибольшее применение получили никель-кадмиевые и никель-металлгидридные аккумуляторы, в которых электролитом служит гидроксид калия (K-OH).
В различных электронных устройствах (мобильные телефоны, планшеты, ноутбуки), в основном, применяются литий-ионные и литий-полимерные аккумуляторы, характеризующиеся высокой ёмкостью и отсутствием эффекта памяти.
Электрохимические генераторы (топливные элементы) — это элементы, в которых происходит превращение химической энергии в электрическую. Окислитель и восстановитель хранятся вне элемента, в процессе работы непрерывно и раздельно подаются к электродам. В процессе работы топливного элемента электроды не расходуются. Восстановителем является водород (H2), метанол (CH3OH), метан (CH4); в жидком или газообразном состоянии. Окислителем обычно является кислород — из воздуха или чистый.
В кислородно-водородном топливном элементе с щелочным электролитом, происходит превращение химической энергии в электрическую.
Энергоустановки применяются на космических кораблях: они обеспечивают энергией космический корабль и космонавтов.

## Применение
- Гальванические элементы используются в системе сигнализации, карманных и переносных фонарях, электронных и электромеханических часах, калькуляторах, аудиосистемах, игрушках, портативных радиоприёмниках, автооборудовании, пультах дистанционного управления, компьютерах (на материнской плате для питания CMOS и часов реального времени), фотоаппаратах (бюджетные цифровые "мыльницы"), фототехнике (экспонометры, люксметры), портативных измерительных приборах, кассетных диктофонах.
- Аккумуляторы и аккумуляторные батареи используются для запуска двигателей машин, для обеспечения питания переносных и прочих компактных и автономных устройств, таких как мобильные телефоны, смартфоны, ноутбуки, планшетные ПК, смарт-часы, фотоаппараты, видеокамеры, в некоторых случаях аккумуляторы можно применять вместо обычных гальванических элементов - выпускаются NiMH-аккумуляторы тех же типоразмеров, что и обычные гальванические элементы, со временем даже появились литий-ионные "батарейки", которые можно зарядить через USB, внутри корпуса этих "батареек", помимо аккумулятора, находятся контроллер заряда, защита от перегрева и КЗ, и понижающий DC-DC-преобразователь. Аккумуляторные батареи являются важнейшим элементом электрического транспорта (электромобили, электробусы, электрокары, электроходы), они также используются как основные элементы источников бесперебойного питания, необходимых для аварийного обеспечения питания медицинской и компьютерной техники в случае отключения электроэнергии.
- Топливные элементы применяются в производстве электрической энергии (на электрических станциях), аварийных источниках энергии, автономном электроснабжении, транспорте, бортовом питании, мобильных устройствах.

Часто химические источники тока применяются в составе батарей (батареек).